# Plegafulles bec d'alena
El plegafulles bec d'alena (Syndactyla ucayalae) és una espècie d'ocell de la família dels furnàrids (Furnariidae) que antany va ser inclòs al gènere Simoxenops.

## Hàbitat i distribució
Habita els boscos de rivera amb espesures de bambú per l'est dels Andes, a l'est i sud-est de Perú i nord de Bolívia. També a l'amazònia del Brasil.